# Apellicon
Apellicon de Téos fut un bibliophile grec, né vers 155 av. J.-C., mort vers 84 av. J. C.

## Biographie
Il retrouva et restaura les ouvrages d'Aristote et de Théophraste, qui étaient restés longtemps enfouis et oubliés. En effectuant cette tâche, il aurait commis de nombreuses erreurs responsables d'une altération du corpus aristotélicien. Il forma à Athènes une riche bibliothèque, que Sylla fit transporter à Rome. Il fut magistrat monétaire en -88/7 av. J.-C. 
Sur la réalité et l'étendue de cette redécouverte, voir l'article : Métaphysique (Aristote).